# Matthias Haake
Matthias Haake (* 18. Juni 1975 in Essen) ist ein deutscher Althistoriker.

## Leben
Nach dem Abitur 1994 am Burggymnasium Essen studierte Haake ab dem Wintersemester 1994/95 an den Universitäten Freiburg und Perugia Alte Geschichte, Philosophie und Klassische Archäologie und schloss das Studium 1999 in Freiburg bei Hans-Joachim Gehrke mit dem Magister artium ab. 2000 wechselte er auf eine Mitarbeiterstelle an der Universität Münster, wo er 2004 bei Peter Funke mit einer Dissertation über die Rolle der Philosophen in den griechischen Poleis des Hellenismus in Alter Geschichte promoviert wurde. Die Arbeit wurde 2007 in der Reihe Vestigia publiziert. Anschließend war Haake bis 2010 als wissenschaftlicher Assistent in Münster beschäftigt, von 2010 bis 2017 als Akademischer Rat auf Zeit und von 2017 bis 2020 als wissenschaftlicher Mitarbeiter. Im Sommersemester 2007 verbrachte er einen Forschungsaufenthalt an der Radboud-Universität Nijmegen, im Sommersemester 2008 war er Fellow am Kulturwissenschaftlichen Kolleg der Universität  Konstanz.
Im Wintersemester 2019/20 habilitierte sich Haake mit einer Studie über die Transformation des römischen Kaisertums zwischen Commodus und Konstantin; 2020 wurde er an der Universität Münster zum Privatdozenten ernannt. Im Wintersemester 2020/21 lehrte er an der Universität Osnabrück, seit Februar 2021 ist er Stipendiat des Heisenberg-Programmes der Deutschen Forschungsgemeinschaft am Institut für Geschichtswissenschaft der Universität Bonn. Von Oktober 2021 bis September 2024 lehrte er als Vertretungsprofessor an der Universität Tübingen.
Haakes vornehmliche Forschungsfelder sind antike Alleinherrschaften, insbesondere die hellenistischen Monarchien und das römische Kaisertum des 3. Jahrhunderts n. Chr., die Kultur- und Sozialgeschichte der antiken Philosophie bis in die Spätantike, griechische Heiligtümer, hellenistische Epigraphik und Geschichtsschreibung sowie die Geschichte Lykiens in klassischer Zeit. Er hat eine große Zahl an Aufsätzen publiziert sowie mehrere Sammelbände herausgegeben.

## Schriften (Auswahl)
Monographien
- Der Philosoph in der Stadt. Untersuchungen zur öffentlichen Rede über Philosophen und Philosophie in den hellenistischen Poleis (= Vestigia. Band 56). c. H. Beck, München 2007.
- Von Commodus zu Constantin. Untersuchungen zur Strukturgeschichte der römischen Monarchie zwischen Prinzipatsordnung und spätantikem Kaisertum im ‚langen dritten Jahrhundert n.Chr.’  Habilitationsschrift, Münster 2019 (unpubliziert).

Inschriftencorpus
- mit Claudia Antonetti u. a.: Collezioni epigrafiche della Grecia occidentale / Epigraphische Sammlungen aus Westgriechenland. Pars I: La collezione epigrafica del Museo archeologico di Agrinio / Die epigraphische Sammlung des archäologischen Museums von Agrinio (= Akarnien-Forschungen. Band 2, 1). Habelt, Bonn 2018.

Herausgeberschaften
- mit Klaus Freitag und Peter Funke: Kult – Politik – Ethnos. Überregionale Heiligtümer im Spannungsfeld von Kult und Politik. Stuttgart 2006.
- mit Christian Mann und Ralf von den Hoff: Rollenbilder in der athenischen Demokratie: Medien, Gruppen, Räume im politischen und sozialen System. Wiesbaden 2009.
- mit Michael Jung: Griechische Heiligtümer als Erinnerungsorte. Von der Archaik bis in den Hellenismus. Stuttgart 2011.
- mit Ann-Cathrin Harders: Friedrich Münzer: Kleine Schriften. Mit einer Einführung von Karl-Joachim Hölkeskamp. Stuttgart 2012.
- mit Peter Funke: Greek Federal States and Their Sanctuaries: Identity and Integration. Stuttgart 2013.
- mit Daniela Bonanno und Peter Funke: Rechtliche Verfahren und religiöse Sanktionierung in der griechisch-römischen Antike. Stuttgart 2016.
- mit Ann-Cathrin Harders: Politische Kultur und soziale Struktur der römischen Republik. Stuttgart 2017.
- mit Klaus Freitag: Griechische Heiligtümer als Handlungsorte. Zur Multifunktionalität supralokaler Heiligtümer von der frühen Archaik bis in die römische Kaiserzeit. Stuttgart 2019.
- mit Klaus Freitag: Die Heimat des Acheloos. Peter Funke: Nordwestgriechische Studien. Ausgewählte Schriften zu Geschichte, Landeskunde und Epigraphik. Göttingen 2019.